# Sophie Elisabeth, hertiginna av Braunschweig-Lüneburg
Elisabeth Sophie av Mecklenburg, hertiginna av Braunschweig-Lüneburg, född 1613, död 1678, var en tysk poet, kompositör och impressario.
Några av hennes verk trycktes 1651 och 1667. I det första fallet kan nämnas Vinetum Evangelicum, Evangelischer Weinberg, som tros ha varit det första musikaliska verket som publicerades av en kvinna i Tyskland.
Hon var också engagerad i hovunderhållning, organiserade baletter, teaterföreställningar och maskerader, och var librettist. Två av hennes dramer som är kända idag är Friedens Sieg (1642), skriven i Braunschweig, och Glückwünschende Freudensdarstellung (1652), i Lüneburg, där hon dog vid 62 års ålder.